# Werner Loeckle
Werner Ernst Loeckle (ur. 4 maja 1916, zm. 20 marca 1996) – niemiecki wioślarz i lekarz, brązowy medalista olimpijski.
Wystąpił na igrzyskach olimpijskich w Berlinie w 1936, gdzie reprezentanci III Rzeszy w składzie: Alfred Rieck, Helmut Radach, Hans Kuschke, Heinz Kaufmann, Gerd Völs, Werner Loeckle, Hans-Joachim Hannemann, Herbert Schmidt i Wilhelm Mahlow (sternik) zdobyli brązowy medal w ósemkach. W finale o 1 sekundę przegrali z osadą Stanów Zjednoczonych, a o 0,4 sekundy przegrali z Włochami. Był to jego jedyny start olimpijski.
W 1936 roku zdobył także mistrzostwo kraju w ósemkach. Po zakończeniu II wojny światowej pracował jako ginekolog we Frankfurcie nad Menem.